# Marmouillé
Marmouillé est une ancienne commune française, située dans le département de l'Orne en région Normandie, devenue le 1er janvier 2016 une commune déléguée au sein de la commune nouvelle de Chailloué.
Elle est peuplée de 127 habitants (les Marmouillésiens).

## Géographie
| Almenêches                          | Nonant-le-Pin | Nonant-le-Pin |
| Almenêches, Le Château-d'Almenêches | Marmouillé    | Godisson      |
| Le Château-d'Almenêches, Chailloué  | Chailloué     | Chailloué     |

## Toponymie
Le nom de la localité est attesté sous la forme Malmoileir en 1284[réf. nécessaire].
Le toponyme est issu de l'anthroponyme latin ou roman Marmulius.

## Politique et administration
| Période                                  | Période       | Identité      | Étiquette | Qualité                |
| ---------------------------------------- | ------------- | ------------- | --------- | ---------------------- |
| Les données manquantes sont à compléter. |               |               |           |                        |
|                                          | 1965          | André Tabur   |           |                        |
| 1965                                     | 1969          | Hubert Urfin  |           | Marchand de bestiaux   |
|                                          |               |               |           |                        |
| 1978                                     | 1994          | Hubert Urfin  |           | Marchand de bestiaux   |
| 1994                                     | mars 2008     | Roger Gracien | SE        | Artisan menuisier      |
| mars 2008                                | décembre 2015 | Henri Lecœur  | SE        | Agriculteur (retraité) |

## Démographie
L'évolution du nombre d'habitants est connue à travers les recensements de la population effectués dans la commune depuis 1793. À partir du 1er janvier 2009, les populations légales des communes sont publiées annuellement dans le cadre d'un recensement qui repose désormais sur une collecte d'information annuelle, concernant successivement tous les territoires communaux au cours d'une période de cinq ans. 
Pour les communes de moins de 10 000 habitants, une enquête de recensement portant sur toute la population est réalisée tous les cinq ans, les populations légales des années intermédiaires étant quant à elles estimées par interpolation ou extrapolation. Pour la commune, le premier recensement exhaustif entrant dans le cadre du nouveau dispositif a été réalisé en 2004,.
En 2021, la commune comptait 127 habitants, en évolution de −13,61 % par rapport à 2015 (Orne : −1,53 %, France hors Mayotte : +2,49 %).
Marmouillé a compté jusqu'à 543 habitants en 1806.
| 1793 | 1800 | 1806 | 1821 | 1836 | 1841 | 1846 | 1851 | 1856 |
| ---- | ---- | ---- | ---- | ---- | ---- | ---- | ---- | ---- |
| 494  | 463  | 543  | 515  | 455  | 438  | 427  | 381  | 372  |

| 1861 | 1866 | 1872 | 1876 | 1881 | 1886 | 1891 | 1896 | 1901 |
| ---- | ---- | ---- | ---- | ---- | ---- | ---- | ---- | ---- |
| 360  | 361  | 344  | 326  | 288  | 292  | 277  | 263  | 243  |

| 1906 | 1911 | 1921 | 1926 | 1931 | 1936 | 1946 | 1954 | 1962 |
| ---- | ---- | ---- | ---- | ---- | ---- | ---- | ---- | ---- |
| 241  | 218  | 186  | 185  | 188  | 180  | 185  | 193  | 195  |

| 1968 | 1975 | 1982 | 1990 | 1999 | 2004 | 2009 | 2014 | 2019 |
| ---- | ---- | ---- | ---- | ---- | ---- | ---- | ---- | ---- |
| 189  | 161  | 119  | 117  | 125  | 125  | 175  | 151  | 126  |

## Lieux et monuments
- Église Saint-Pierre du XVIIIe siècle.